# Acer canadense
Acer canadense é uma espécie de árvore do gênero Acer, pertencente à família Aceraceae.